# John Carroll Lynch
John Carroll Lynch (Boulder, 1963. augusztus 1. –) amerikai színész, rendező.

## Élete és pályafutása
Elsőként az 1996-os Fargo című filmdrámában tett szert hírnévre, Norm Gunderson szerepében. Ezt követően változatos műfajú filmekben szerepelt. Feltűnt az Ál/Arc (1998), a Zodiákus (2007) és a Viharsziget (2010) című thrillerben, továbbá a Gran Torino (2008), Az alapító (2016) és A chicagói 7-ek tárgyalása (2020) című filmdrámában. Könnyedebb hangvételű filmjei közé tartozik az Őrült, dilis, szerelem  (2011) és a Ted 2. (2015).
Filmrendezőként 2017-ben debütált Lucky című drámájával.
1997 és 2004 között a The Drew Carey Show című szituációs komédia egyik főszereplője volt. Az Amerikai Horror Story négy évadjában (2014–2019) több szereplőt is eljátszott.

## Filmográfia

### Film
| Év                        | Magyar cím                             | Eredeti cím                | Szerep                      | Magyar hang       |
| ------------------------- | -------------------------------------- | -------------------------- | --------------------------- | ----------------- |
| 1993                      | A szomszéd nője mindig zöldebb         | Grumpy Old Men             | szállítómunkás              | Végh Ferenc       |
| 1995                      | Irány a Mississippi! (A csodaszer)     | The Cure                   | Skipper                     |                   |
| 1996                      | Gyönyörű lányok                        | Beautiful Girls            | Frank Womack                |                   |
| 1996                      | Fargo                                  | Fargo                      | Norm Gunderson              | Konrád Antal      |
| 1996                      | A rajongó                              | The Fan                    | boltos                      |                   |
| 1996                      | Féktelen Minnesota                     | Feeling Minnesota          | rendőr                      |                   |
| 1997                      | Tűzhányó                               | Volcano                    | Stan Olber                  | Kőszegi Ákos      |
| 1997                      | Halott ember ritkán táncol             | Dead Men Can't Dance       | Plonder őrmester            |                   |
| 1997                      | Ál/Arc                                 | Face/Off                   | Walton börtönőr             | Bácskai János     |
| 1997                      | Flörtölni a halállal                   | No Strings Attached        | pap                         |                   |
| 1997                      | Ezer hold                              | A Thousand Acres           | Ken LeSalle                 | Harmath Imre      |
| 1998                      | A kód neve: Merkúr                     | Mercury Rising             | Martin Lynch                | Jakab Csaba       |
| 1998                      | Csonttörő                              | The Naked Man              | Sticks embere               | Kassai Károly     |
| 1998                      |                                        | Restaurant                 | John English                |                   |
| 1999                      | Mindenütt jó                           | Anywhere but Here          | Jack Irwin                  | Bácskai János     |
| 1999                      | Az Idegen                              | The Minus Man              | csapos (cameo)              |                   |
| 1999                      | Vakrepülés                             | Pushing Tin                | Dr. Frász                   |                   |
| 1999                      |                                        | Freak Weather              | Ed                          |                   |
| 2000                      | Szerelmem szelleme                     | Waking the Dead            | Mileski atya                | Juhász György     |
| 2000                      | A második legjobb dolog                | The Next Best Thing        | Abbie ügyvédje              |                   |
| 2000                      | Tolvajtempó                            | Gone in 60 Seconds         | menedzser (cameo)           |                   |
| 2001                      | A buborék srác                         | Bubble Boy                 | Mr. Livingston              | Bácskai János     |
| 2002                      | Jóravaló feleség                       | The Good Girl              | Jack Field                  | Bácskai János     |
| 2002                      |                                        | Bug                        | Wallace Gregory             |                   |
| 2002                      |                                        | Three Days of Rain         | vacsoravendég               |                   |
| 2003                      | Gothika                                | Gothika                    | Ryan seriff                 | Kránitz Lajos     |
| 2003                      | Lépéselőny                             | Confidence                 | Leon Ashby                  | Papp János        |
| 2004                      | Kapd el a kölyköt!                     | Catch That Kid             | Mr. Hartmunn                | Németh Gábor      |
| 2005                      | Hóbortos szerelem                      | Mozart and the Whale       | Gregory                     | Besenczi Árpád    |
| Amin a muszlimok röhögnek | Looking for Comedy in the Muslim World | Stewart                    |                             |                   |
| 2007                      |                                        | Full of It                 | Mr. Leonard                 |                   |
| 2007                      | Zodiákus                               | Zodiac                     | Arthur Leigh Allen          | Bezerédi Zoltán   |
| 2007                      | A tűz martaléka                        | Things We Lost in the Fire | Howard Glassman             | Vass Gábor        |
| 2008                      | Gran Torino                            | Gran Torino                | Martin a borbély            | Haás Vander Péter |
| 2009                      | Derült égből szerelem                  | Love Happens               | Walter                      | Bácskai János     |
| 2010                      | Gyógyító érintés                       | Sympathy for Delicious     | Carroll, evangélista        | Koncz István      |
| 2010                      | Viharsziget                            | Shutter Island             | McPherson igazgatóhelyettes | Haás Vander Péter |
| 2010                      | Hesher                                 | Hesher                     | Larry                       | Koncz István      |
| 2011                      | Paul                                   | Paul                       | Moses Buggs                 | Koncz István      |
| 2011                      | Őrült, dilis, szerelem                 | Crazy, Stupid, Love        | Bernie Riley                | Papp János        |
| 2012                      | Lady Vegas                             | Lay the Favorite           | Dave Greenberg              |                   |
| 2013                      | Highland Park                          | Highland Park              | Rory                        | Holl Nándor       |
| 2013                      | A másik csaj                           | The Pretty One             | Frank                       | Törköly Levente   |
| 2014                      |                                        | Camp X-Ray                 | James Drummond ezredes      |                   |
| 2015                      | Csábítunk és védünk                    | Hot Pursuit                | Emmett kapitány             | Papp János        |
| 2015                      | Ted 2.                                 | Ted 2                      | Tom Jessup                  | Barbinek Péter    |
| 2015                      | A meghívás                             | The Invitation             | Pruitt                      |                   |
| 2016                      | Mennyei csodák                         | Miracles from Heaven       | Scott tiszteletes           | Bognár Tamás      |
| 2016                      | Mennyei csodák                         | Miracles from Heaven       | Scott tiszteletes           | Barbinek Péter    |
| 2016                      | Mennyei csodák                         | Miracles from Heaven       | Scott tiszteletes           | Koncz István      |
| 2016                      | Jackie                                 | Jackie                     | Lyndon B. Johnson           | Kőszegi Ákos      |
| 2016                      | Az alapító                             | The Founder                | Mac McDonald                | Barbinek Péter    |
| 2016                      | A király megölése                      | Shangri-La Suite           | Tom Parker ezredes          | Rosta Sándor      |
| 2017                      |                                        | Lucky                      | filmrendező                 | –                 |
| 2017                      | Bármi                                  | Anything                   | Early Landry                |                   |
| 2018                      |                                        | Private Life               | Charlie                     |                   |
| 2018                      |                                        | The White Orchid           | Mann seriff                 |                   |
| 2019                      | Útonállók                              | The Highwaymen             | Lee Simmons                 |                   |
| 2020                      | A kóser csók                           | Kiss Me Kosher             | Ron Shalev                  |                   |
| 2020                      | A chicagói 7-ek tárgyalása             | The Trial of the Chicago 7 | David Dellinger             |                   |
| 2024                      |                                        | Outlaw Posse               | Carson                      |                   |
| 2024                      |                                        | Babes                      | Dr. Morris                  |                   |

### Televízió
| Év        | Magyar cím                                 | Eredeti cím                              | Szerep                             | Megjegyzések                                               |
| --------- | ------------------------------------------ | ---------------------------------------- | ---------------------------------- | ---------------------------------------------------------- |
| 1995      | Szolgálatban: Vadászat az igazságért       | In the Line of Duty: Hunt for Justice    | őrnagy                             | - tévéfilm - magyar hangja: - Végh Ferenc                  |
| 1996      | Frasier – A dumagép                        | Frasier                                  | Franklin                           | 1 epizód                                                   |
| 1996      |                                            | Murder One                               | Carl Bickley rendőrtiszt           | 1 epizód                                                   |
| 1996      |                                            | The Client                               | Frank                              | 1 epizód                                                   |
| 1996      | Végzetes látomások                         | Voice from the Grave                     | O'Gane                             | tévéfilm                                                   |
| 1996      | Tiltott kapcsolat                          | A Friend's Betrayal                      | Mr. Franks                         | tévéfilm                                                   |
| 1996–1997 |                                            | Life's Work                              | Crazy Larry / Agee kerületi ügyész | 2 epizód                                                   |
| 1997–2004 |                                            | The Drew Carey Show                      | Steve Carey                        | 72 epizód                                                  |
| 1997      | Ügyvédek                                   | The Practice                             | Dr. Robert Larson                  | 1 epizód                                                   |
| 1997      |                                            | The Visitor                              | Joe York                           | 1 epizód                                                   |
| 1998      | A végtelen szerelmesei – Az Apolló-program | From the Earth to the Moon               | Robert R. Gilruth                  | minisorozat (2 epizód)                                     |
| 1999      | Star Trek: Voyager                         | Star Trek: Voyager                       | Gerald Moss                        | 1 epizód                                                   |
| 1999      |                                            | Late Last Night                          | Van Wyck őrmester                  | tévéfilm                                                   |
| 1999      | Leckék az életről                          | Tuesdays with Morrie                     | Walter Moran                       | - tévéfilm - magyar hangja: - Kajtár Róbert                |
| 2000      | A szökevény                                | The Fugitive                             | Raynor                             | 1 epizód                                                   |
| 2000      | Az elnök emberei                           | The West Wing                            | Jack                               | 1 epizód                                                   |
| 2001      |                                            | Gideon's Crossing                        | Sonny Green                        | 1 epizód                                                   |
| 2002      | Élőben Bagdadból                           | Live from Baghdad                        | John Holliman                      | - tévéfilm - magyar hangja: - Lázár Sándor                 |
| 2003      |                                            | The Brotherhood of Poland, New Hampshire | Garrett Shaw polgármester          | 7 epizód                                                   |
| 2005–2006 | Magánügyek                                 | Close to Home                            | Steve Sharpe                       | - főszereplő (21 epizód) - magyar hangja: - Kerekes József |
| 2005      | Carnivàle – A vándorcirkusz                | Carnivàle                                | Varlyn Stroud                      | 12 epizód                                                  |
| 2005      | Amerikai fater                             | American Dad!                            | Mr. Simms (hangja)                 | 1 epizód                                                   |
| 2007–2008 |                                            | K-Ville                                  | James Embry százados               | főszereplő (11 epizód)                                     |
| 2007      | Hármastársak                               | Big Love                                 | Chuck Tuttle rendőrtiszt           | 2 epizód                                                   |
| 2009      | Hazudj, ha tudsz!                          | Lie to Me                                | Mr. Reed                           | 1 epizód                                                   |
| 2009      | Monk – A flúgos nyomozó                    | Monk                                     | Kurt Pressman                      | 1 epizód                                                   |
| 2009      | CSI: A helyszínelők                        | CSI: Crime Scene Investigation           | Buddy Arnold                       | 1 epizód                                                   |
| 2010      | Kergetjük az amerikai álmot                | How to Make It in America                | Larry                              | 1 epizód                                                   |
| 2010–2012 | Glades – Tengerparti gyilkosságok          | The Glades                               | Mike Ogletree                      | 2 epizód                                                   |
| 2011–2013 | A hidegsebész                              | Body of Proof                            | Bud Morris                         | főszereplő (29 epizód)                                     |
| 2013      | Belső ellenfél                             | Do No Harm                               | Will Hayes                         | 11 epizód                                                  |
| 2013–2014 |                                            | Comedy Bang! Bang!                       | Ned Dooley                         | 2 epizód                                                   |
| 2014      | Gátlástalanok                              | House of Lies                            | Gil Selby                          | 2 epizód                                                   |
| 2014      | Foglalkozásuk: amerikai                    | The Americans                            | Fred                               | 6 epizód                                                   |
| 2014      |                                            | Manhattan                                | Daniel Ellis                       | 2 epizód                                                   |
| 2014      |                                            | Us & Them                                | Ed                                 | 1 epizód                                                   |
| 2014–2015 | Amerikai Horror Story: Rémségek cirkusza   | American Horror Story: Freak Show        | Twisty, a bohóc                    | 5 epizód                                                   |
| 2015–2016 | Amerikai Horror Story: Hotel               | American Horror Story: Hotel             | John Wayne Gacy                    | 2 epizód                                                   |
| 2015      | The Walking Dead                           | The Walking Dead                         | Eastman                            | 1 epizód                                                   |
| 2016–2017 | Fordulat: Washington kémei                 | Turn: Washington's Spies                 | James Rivington                    | 8 epizód                                                   |
| 2016      | Milliárdok nyomában                        | Billions                                 | Mr. Gilbert                        | 1 epizód                                                   |
| 2017      | Amerikai Horror Story: Szekta              | American Horror Story: Cult              | Twisty, a bohóc                    | 2 epizód                                                   |
| 2017      |                                            | Channel Zero: The No-End House           | John Sleator                       | 6 epizód                                                   |
| 2018      | A szolgálólány meséje                      | The Handmaid's Tale                      | Dan                                | 1 epizód                                                   |
| 2018      |                                            | Crawford                                 | Owen                               | 12 epizód                                                  |
| 2018      |                                            | One Dollar                               | Bud Carl                           | főszereplő (10 epizód)                                     |
| 2018      |                                            | The Good Cop                             | Sherman Smalls                     | 1 epizód                                                   |
| 2019      | Az alelnök                                 | Veep                                     | Lloyd Hennick                      | 3 epizód                                                   |
| 2019      | Amerikai Horror Story: 1984                | American Horror Story: 1984              | Benjamin Richter / Mr. Jingles     | 9 epizód                                                   |
| 2019–2020 | Kisvárosra hangolva                        | Perfect Harmony                          | Magnus tiszteletes                 | 3 epizód                                                   |
| 2020–2022 | Végtelen égbolt                            | Big Sky                                  | Rick Legarski / Wolf Legarski      | 22 epizód                                                  |
| 2021      |                                            | American Horror Stories                  | Larry Bitterman                    | 1 epizód                                                   |
| 2022      | Gaslit – A Watergate-botrány               | Gaslit                                   | L. Patrick Gray                    | minisorozat (4 epizód)                                     |
| 2023      | A Fehér Ház vízszerelői                    | White House Plumbers                     | John N. Mitchell                   | minisorozat (2 epizód)                                     |

## Fordítás
- Ez a szócikk részben vagy egészben  a   John Carroll Lynch című angol Wikipédia-szócikk ezen változatának fordításán alapul.  Az eredeti cikk szerkesztőit annak laptörténete sorolja fel. Ez a jelzés csupán a megfogalmazás eredetét és a szerzői jogokat jelzi, nem szolgál a cikkben szereplő információk forrásmegjelöléseként.